# جدوار
جدوار أو زدوار أو سطوال (الاسم العلمي: Curcuma zedoaria) وهو نوع نباتي استوائي ينتمي إلى جنس الكركم من الفصيلة الزنجبيلية.

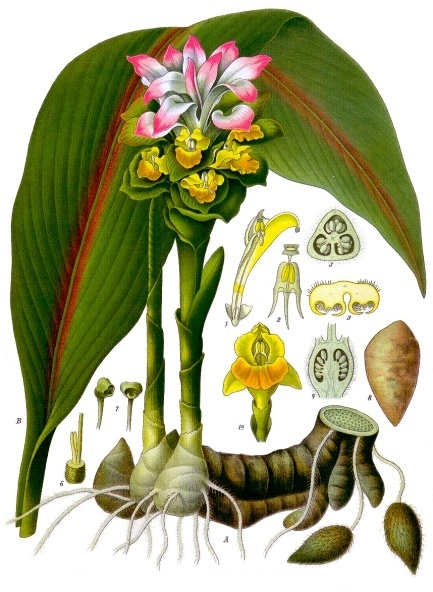
جدوار أو زرمباد

## أسماؤه الشائعة بالعربية
- جدوار
- زدوار
- ورص
- سطوال
- زرمباد

## بيئة النمو والتكاثر
يناسب البيئات شبه الرطبة ونصف الجافة. وينمو خاصة في الصين وجاوه وأندونيسيا والهند وسيلان.

## وصف النبتة
نبات عشبي معمّر، بريّ وزراعيّ، عطريّ وطبيّ، يتكاثر بالجذور الأرضية.

## في الطب القديم
إستُعمل في الطب القديم كترياق من لدغات الأفاعي.